# Aleksandr Efimkin
Aleksandr Jefimkin (Russisk: Александр Александрович Ефимкин tr. Aleksandr Aleksandrovitj Jefimkin ; født 2. december 1981 i Samara) er en russisk tidligere professionel landevejscykelrytter.